# Fij
Fij (ros. Фий) – wieś w Dagestanie, w Rejonie Achtyńskim. W 2021 roku liczyła 1633 mieszkańców. Jedna z najbardziej na południe wysuniętych wsi Federacji Rosyjskiej.

## Geografia
Wieś jest położona w górach Kaukazu, nad rzeką Fijczaj, na wysokości 2013 metrów n.p.m. Znajduje się ona w Dagestanie, w Rejonie Achtyńskim, około 10 kilometrów od najbardziej na południe wysuniętego punktu Rosji.

## Historia
Historia wsi sięga czasów Albanii Kaukaskiej. W 1839 roku Fij wszedł w granice Imperium Rosyjskiego. W 1920 roku we wsi otwarto szkołę, a w 1961 otwarto tu dom kultury.